# Dorylus gribodoi
Dorylus gribodoi är en myrart som beskrevs av Carlo Emery 1892. Dorylus gribodoi ingår i släktet Dorylus och familjen myror.

## Underarter
Arten delas in i följande underarter:
- D. g. confusus
- D. g. gribodoi
- D. g. insularis

## Bildgalleri

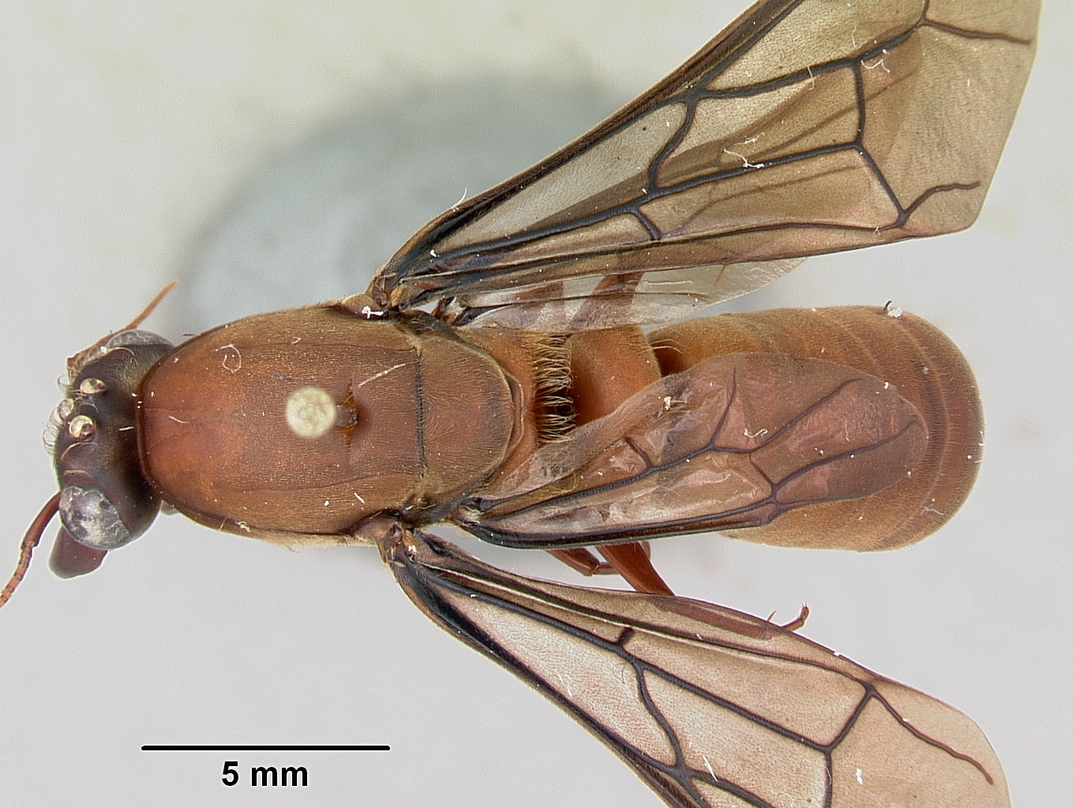
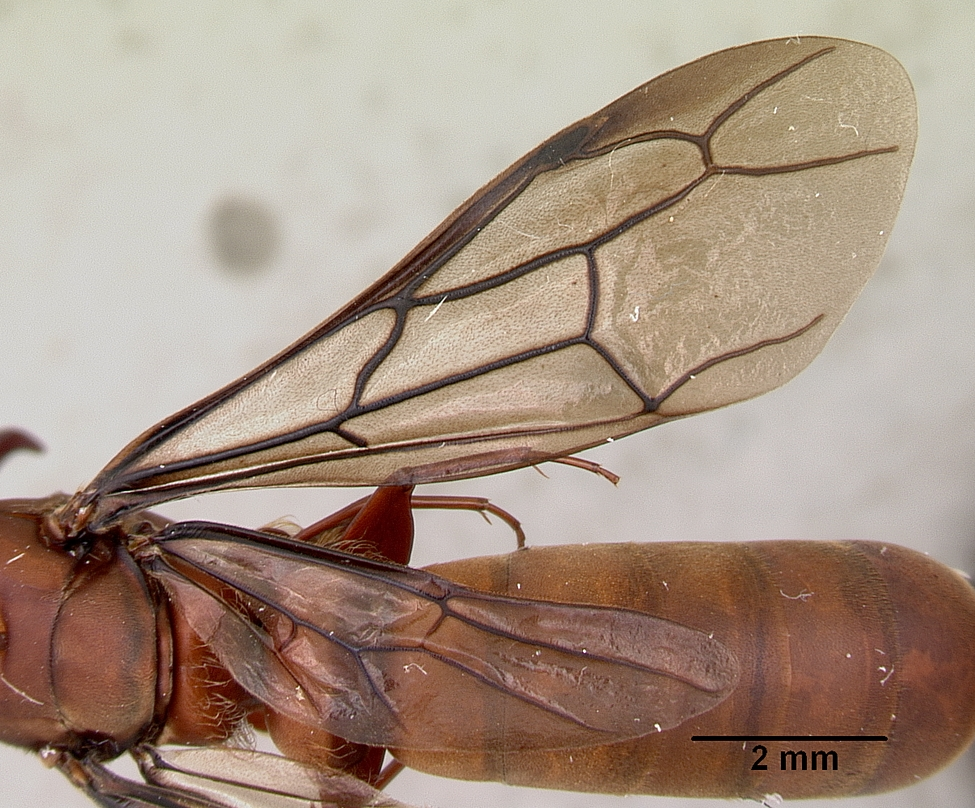
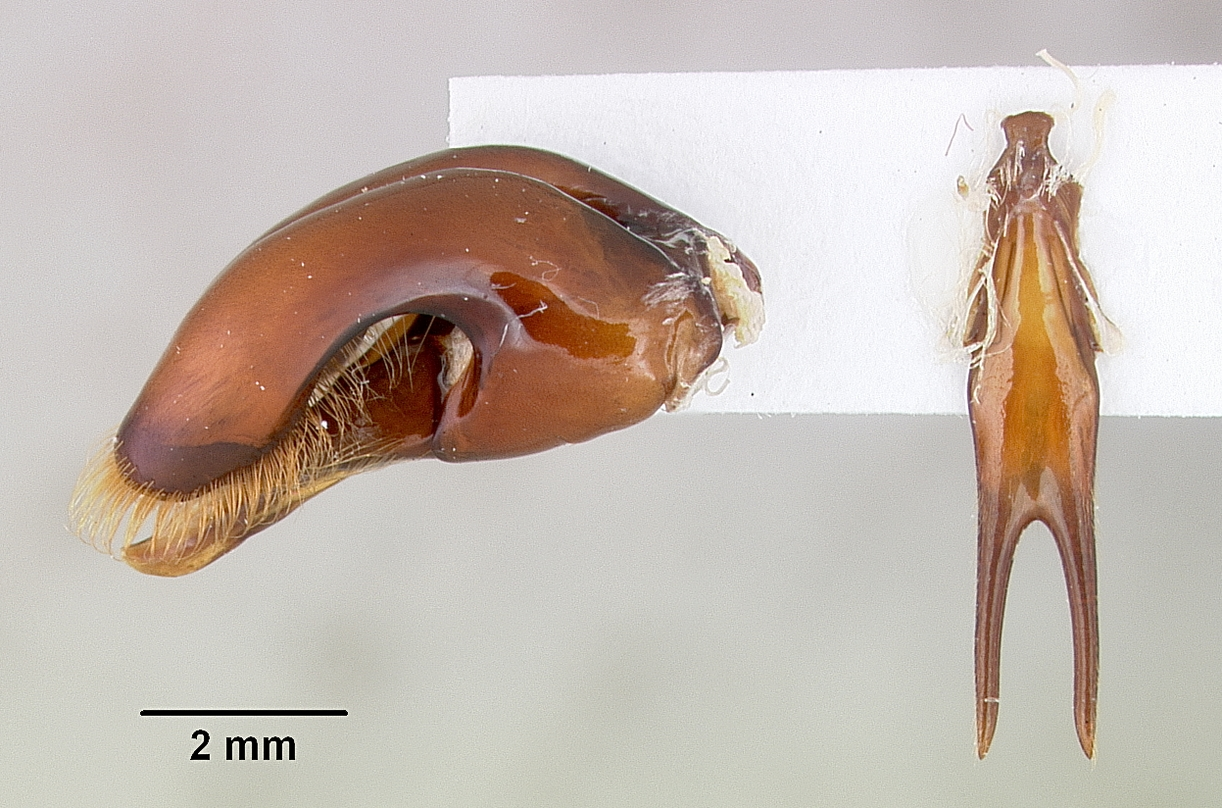
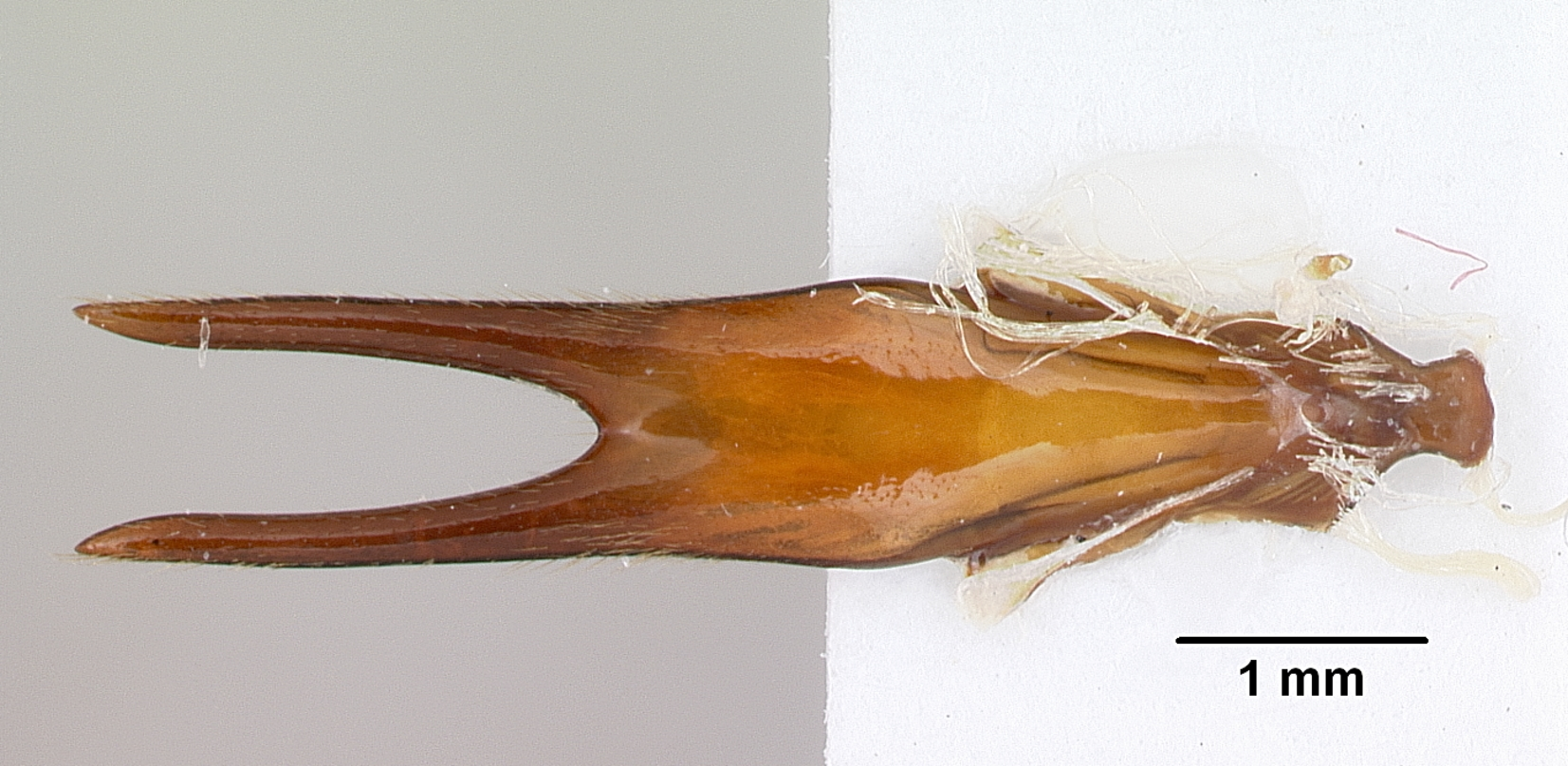
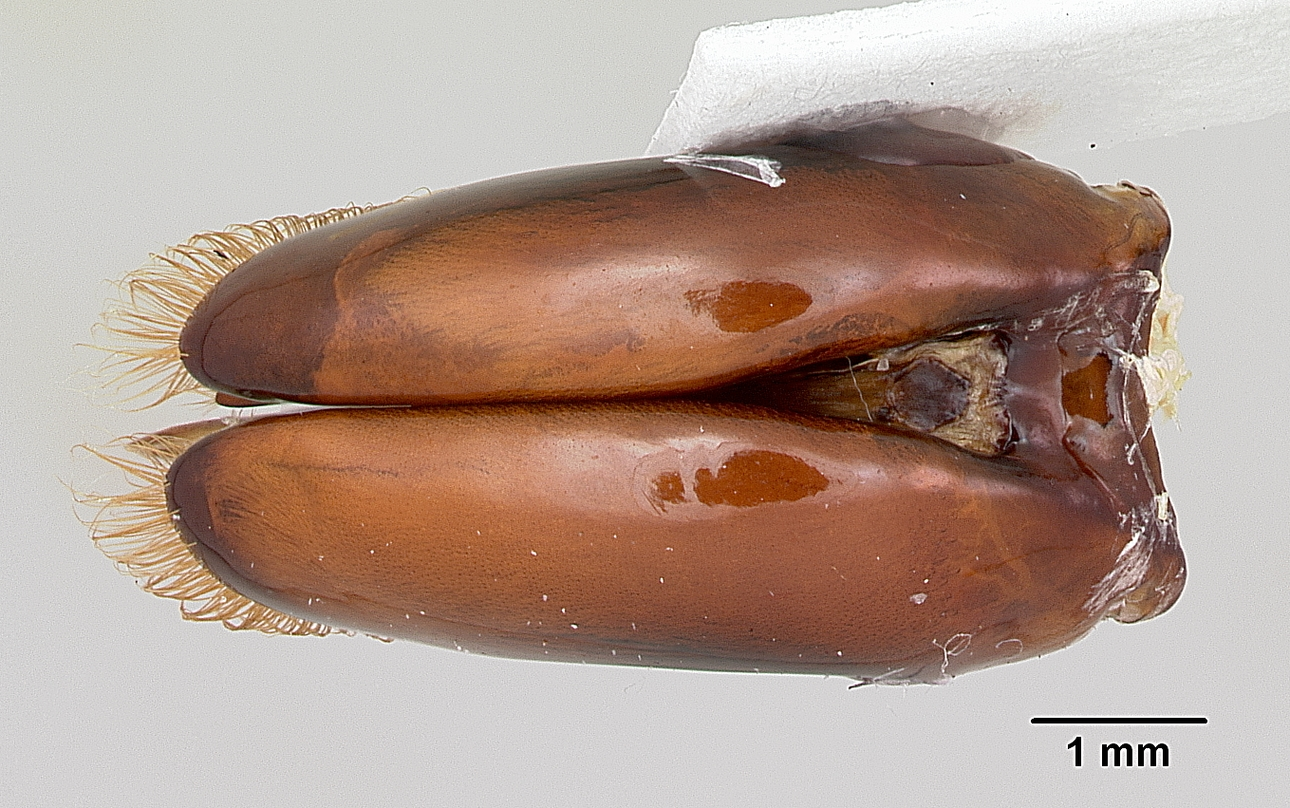
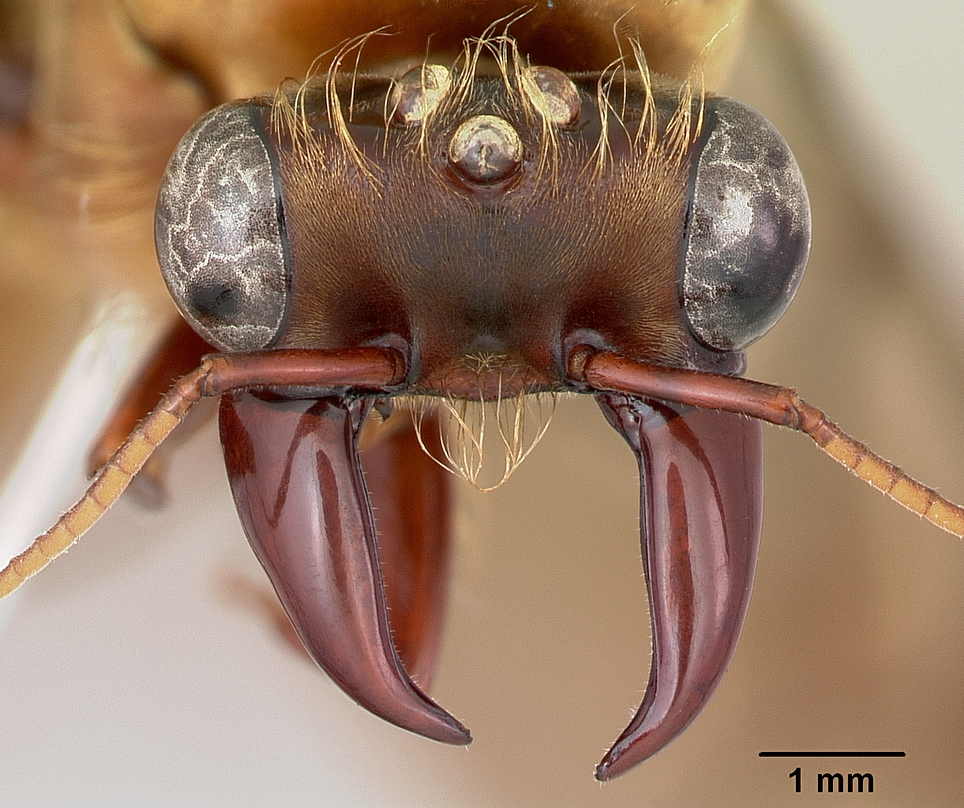